# Elizabeth Mafekeng
Elizabeth Mafekeng (née le 18 septembre 1918 à Tarkastad en Afrique du Sud et morte le 28 mai 2009) est une syndicaliste et une militante anti-apartheid d'Afrique du Sud, présidente de l'Union des ouvriers africains de l'alimentation et conserve (de 1954 à 1959), membre également du Congrès national africain (ANC) et membre fondateur de la Fédération des femmes sud-africaines.

## Biographie
Née à Tarkastad près de Queenstown dans l'est de la province du Cap, en 1918, Elizabeth Mafekeng arrive à Paarl en 1927 et commence à gagner sa vie pour aider sa famille. À partir de l'âge de 14 ans, elle travaille dans une usine de conserve où elle nettoie les fruits et légumes. En 1941, elle épouse un ouvrier d'usine avec lequel elle aura onze enfants.
Elizabeth Mafekeng rejoint le syndicat des travailleurs de l'alimentation en 1941 et devient déléguée syndicale. Elle rejoint durant cette période la branche à Paarl du Congrès national africain lorsque celle-ci ouvre des rangs aux femmes.
En 1952, elle participe à la campagne de défiance contre l'Apartheid puis en 1955, représente le syndicat des travailleurs de l'alimentation lors d'une conférence syndicale qui se tient à Sofia, en Bulgarie qu'elle arrive à rejoindre dans la clandestinité, ne disposant pas d'un passeport sud-africain lui permettant de quitter le pays et de voyager. À son retour en Afrique du Sud, elle est interpellée par la police.
En 1957, Elizabeth Mafekeng est nommée vice-présidente nationale de la Ligue des femmes de l'ANC. Elle siège également au comité régional de l'Exécutif national du Congrès sud-africain des syndicats (SACTU) et est membre du Comité national exécutif de la Fédération des femmes sud-africaines (FEDSAW).
En 1959, elle fait l'objet d'une ordonnance de bannissement de Paarl et est assignée dans le district désertique de Kuruman. Elle refuse de s'y rendre et fuit alors au Basutoland, emmenant seulement avec elle son bébé de 2 mois. Elle y obtient l'asile et s'installe à Mafeteng où ses neuf autres enfants finissent par la rejoindre.
En septembre 1967, l'ordonnance de bannissement la concernant est abrogée mais elle ne revient en Afrique du Sud et à Paarl qu'en 1990, après que le président Frederik de Klerk ait levé l'interdiction de l'ANC et des autres mouvements anti-apartheid. Elle vit alors dans une maison construite pour elle par le Syndicat des travailleurs de l'alimentation et de la conserve.
Elizabeth Mafeking meurt le 28 mai 2009, à l'âge de 90 ans.